# Kaucklitz
Kaucklitz ist ein Ortsteil der Gemeinde Arzberg im Landkreis Nordsachsen in Sachsen.

## Lage

Kaucklitz auf einer geschichtlichen Karte des Kreises Liebenwerda (1910).

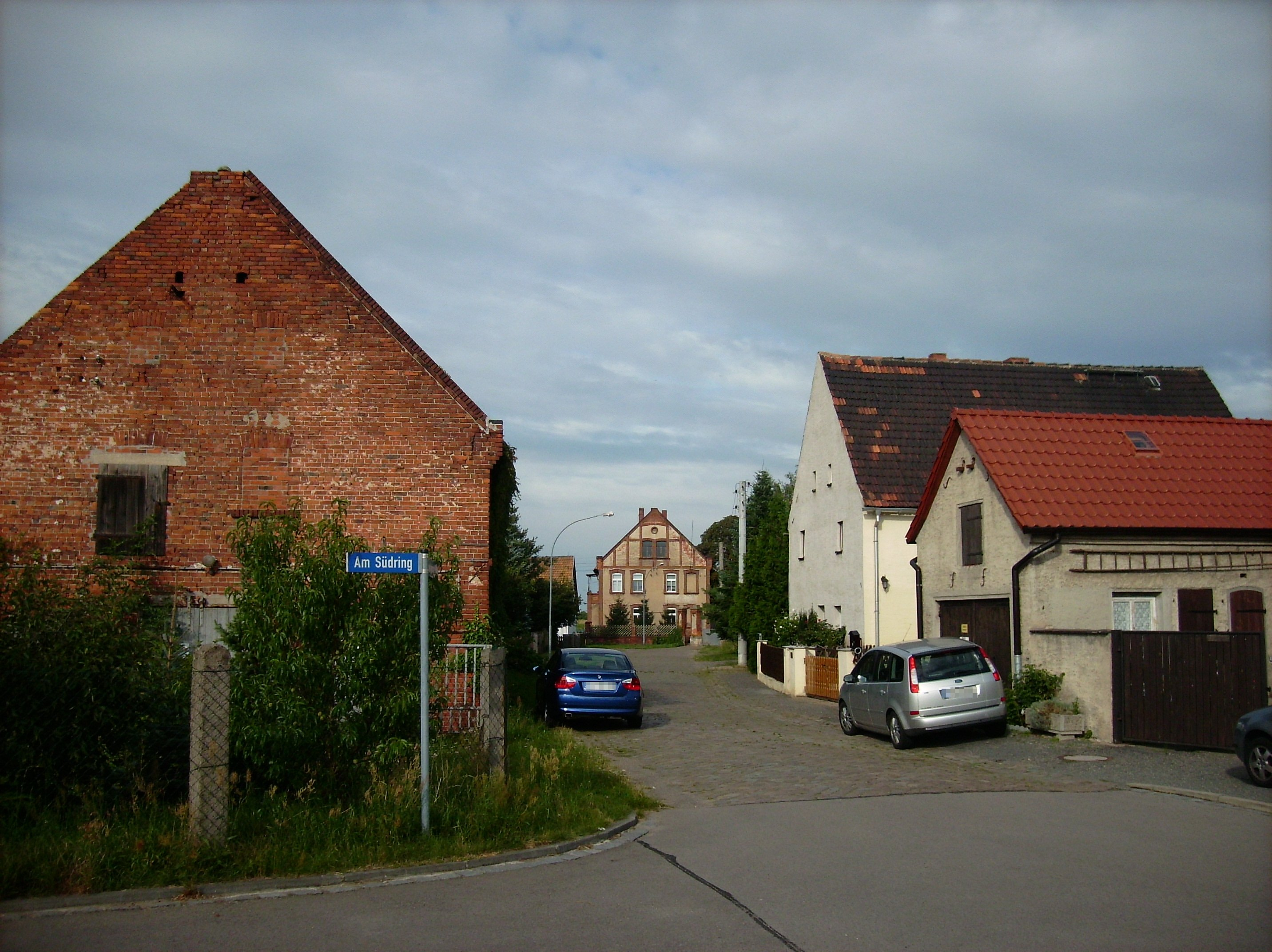
An der Torgauer Straße in Kaucklitz

Der Ortsteil Kaucklitz befindet sich südwestlich von Arzberg an der Staatsstraße 25 südöstlich der Stadt Torgau. Die Gemarkung befindet sich im Übergang zum Elbetal.

## Geschichte
Das landwirtschaftlich geprägte lockere Straßendorf Kaucklitz besitzt eine Gewannflur mit 253 Hektar Nutzfläche. 1251 nannte sich das im Aufbau befindliche Dorf Kukeliz. 1545 hieß es schon Kauckelitz. Um diese Zeit lebten hier 7 Personen. 1818 waren es schon 68 und 1945 155. Sie gingen und gehen noch nach Arzberg zur Kirche. Die übergeordnete Behörde war erst in Schweinitz dann immer in Torgau. Am 20. Juli 1950 wurde die Gemeinde nach Arzberg eingemeindet.